# El problema final
El problema final (anglès: The Final Problem) és una de les històries de Sherlock Holmes escrita per Arthur Conan Doyle. Es va publicar originalment al Regne Unit a The Strand Magazine i a McClure's als Estats Units, sota el títol The Adventure of the Final Problem el desembre de 1893.
La història, ambientada l'any 1891, presenta el cervell criminal professor Moriarty. Es pretenia que fos la història final de Holmes, que acabés amb la mort del personatge, però Conan Doyle es va convèncer més tard per reviure Holmes per a històries i novel·les addicionals.
Es publicà en llibre com a part de Les memòries de Sherlock Holmes. Conan Doyle posteriorment va situar "El problema final" com a quarta en la seva llista personal de les dotze millors històries de Holmes.

## Trama
Un Holmes ferit arriba a la residència de Watson una nit, després d'haver escapat de tres intents d'assassinat aquell dia. Holmes revela a Watson que fa mesos que segueix a Moriarty i la seva organització, responsables de la majoria dels crims orquestrats a Londres. Com Holmes està a punt d'enganxar-los a tots i lliurar-los a la policia, Moriarty visita Holmes al 221B de Baker Street aquest dia i l'adverteix que es retiri de la seva recerca de justícia contra ell. Holmes admet que Moriarty podria frustrar els seus plans donada la seva gran ment que podria rivalitzar amb la seva, i planeja fugir a Europa mentre la policia captura Moriarty i la seva banda.
Watson decideix unir-se a Holmes al viatge. Aleshores, Holmes li dóna instruccions inusuals amb la intenció d'amagar les seves pistes fins al tren-vaixell a l'estació Victòria abans de sortir de la casa de Watson enfilant-se per la paret del darrere del jardí, paranoic que podria ser seguit. L'endemà, Watson segueix les instruccions de Holmes i es troba esperant al cotxe reservat de primera classe el seu amic, disfressat d'ancià sacerdot italià. Quan el tren del vaixell surt de Victoria, Holmes veu Moriarty a l'andana intentant aturar el tren. Holmes dedueix que Moriarty ha rastrejat Watson malgrat les precaucions extraordinàries. Canviant la seva ruta planificada, Holmes i Watson baixen a Canterbury, amagats darrere de l'equipatge mentre Moriarty (que havia llogat un tren especial d'un cotxe) els persegueix.

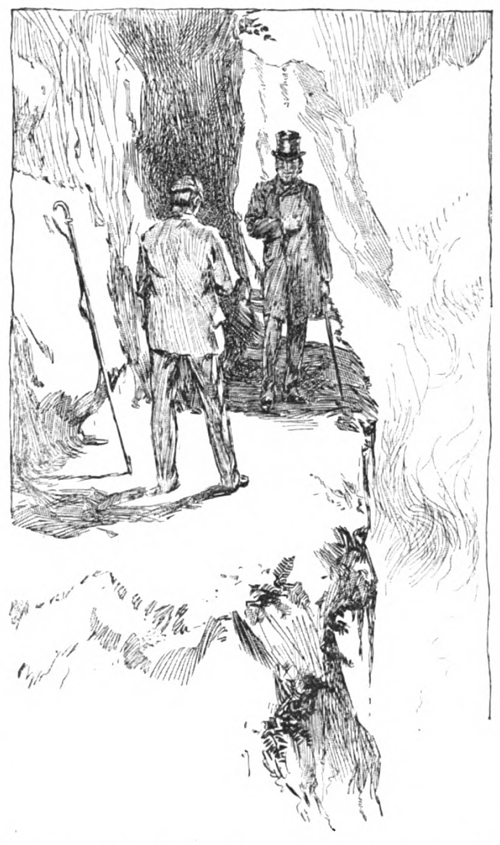
Holmes i Moriarty, il·lustració de 1893 de Harry C. Edwards a McClure's

Després d'haver fet el seu camí cap a Estrasburg a través de Brussel·les, Holmes rep un missatge de la policia de Londres que la majoria de la banda de Moriarty ha estat arrestada a Anglaterra, però Moriarty s'ha escapat i està perseguint Holmes a Europa. Insta a Watson a tornar a Anglaterra ja que es considera un company molt perillós per a Watson. Watson, però, decideix quedar-se amb el seu amic. Holmes i Watson continuen cap a Meiringen, Suïssa i visiten les cascades de Reichenbach. Allà, un nen lliura una carta a Watson dient que hi ha una anglesa moribunda a l'hotel que busca un metge anglès. Mentre Holmes s'adona que és un engany, permet que Watson vegi el pacient.
Watson aviat s'adona del truc quan torna a l'hotel i es precipita cap a les cascades. Només troba dos conjunts de petjades que porten al final del camí, on descobreix altres signes d'una lluita violenta i una nota de Holmes explicant que sabia de l'engany, però que va optar per lluitar contra Moriarty. Holmes i Moriarty han caigut a la seva mort pel congost i els seus cossos no es poden recuperar. El doctor Watson, entristit, torna a Anglaterra. La banda de Moriarty està condemnada per la força de les proves obtingudes per Holmes. Watson acaba la seva narració dient que Sherlock Holmes era l'home millor i més savi que havia conegut mai.

## Fons

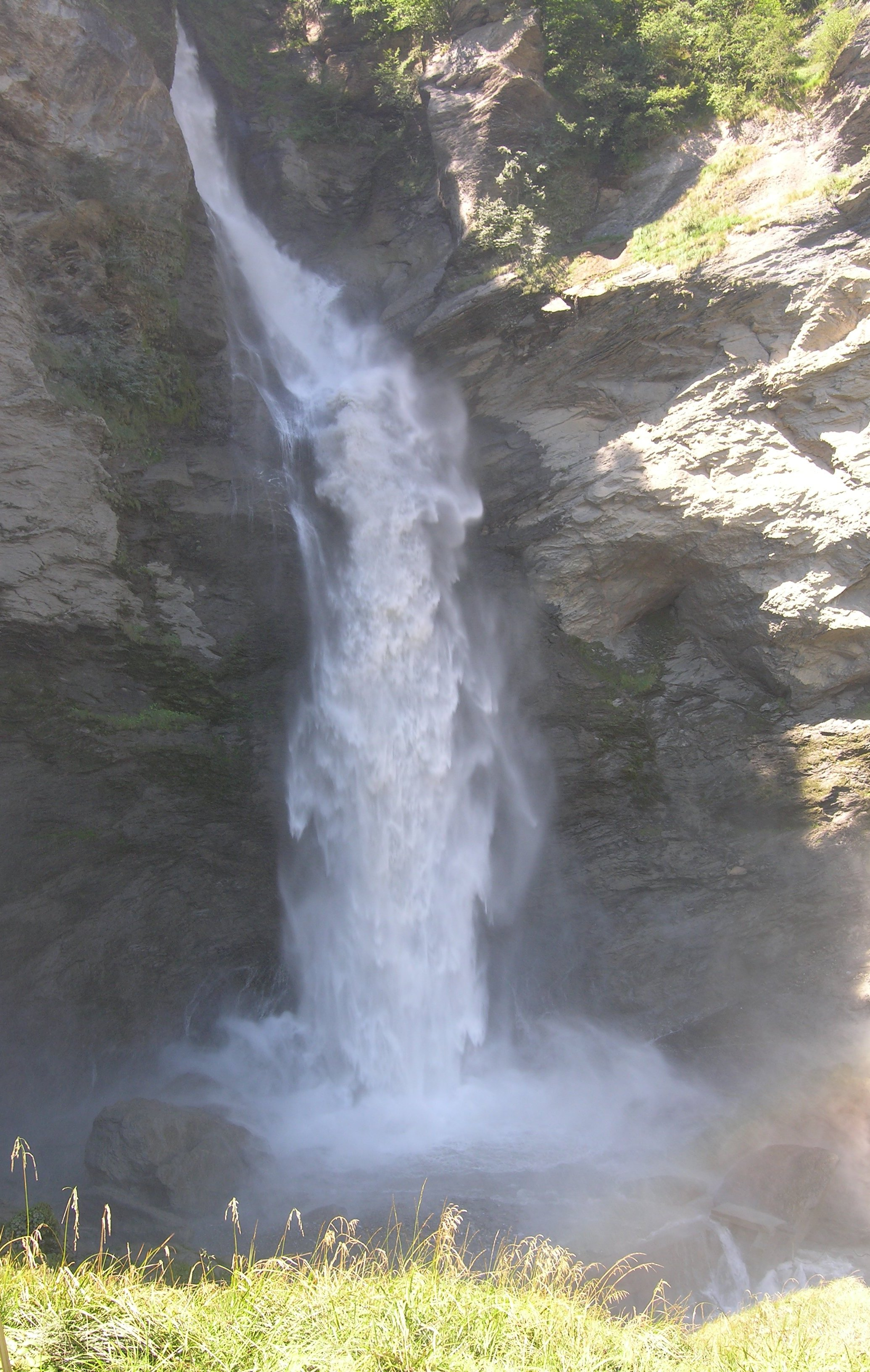
Les cascades de Reichenbach, prop de Meiringen, Suïssa

"The Final Problem" pretenia ser exactament el que diu el seu nom. Conan Doyle va voler deixar d'escriure sobre el seu famós detectiu després d'aquest relat breu; va sentir que les històries de Sherlock Holmes l'estaven distraient d'esforços literaris més seriosos i que "matar" Holmes era l'única manera de recuperar la seva carrera. "He de guardar la meva ment per a coses millors", va escriure a la seva mare, "encara que això signifiqui que he d'enterrar la meva butxaca amb ell".
En Conan Doyle va intentar endolcir la píndola deixant que Holmes marxés en una flamada de glòria, fent-lo lliurar del món d'un criminal tan poderós i perillós que qualsevol altra tasca seria trivial en comparació; de fet, Holmes ho diu a la història.
El 1893, Conan Doyle i la seva dona van fer una gira per Suïssa i van descobrir el poble de Meiringen als Alps bernesos. Aquesta experiència va disparar la imaginació de Conan Doyle.
| « | "L'any 1893 va escriure al seu diari, que encara existeix, que volia matar Sherlock Holmes a les cascades de Reichenbach", diu Jürg Musfeld, director del Park Hotel du Sauvage, on es creu que es va allotjar Conan Doyle durant la seva visita al poble. | » |

## Història de la publicació
La història es va publicar al Regne Unit a The Strand Magazine el desembre de 1893, i als Estats Units a McClure's el mateix mes. També es va publicar a l'edició nord-americana de The Strand Magazine el gener de 1894. Va ser publicat amb nou il·lustracions de Sidney Paget al Strand,i amb onze il·lustracions de Harry C. Edwards al McClure's. Va ser inclòs a The Memoirs of Sherlock Holmes, que es va publicar el desembre de 1893 al Regne Unit i el febrer de 1894 als Estats Units.

## Reacció
En un article publicat per la BBC, Jennifer Keishin Armstrong va assenyalar que "La reacció del públic a la mort va ser diferent a qualsevol cosa que s'havia vist anteriorment per a esdeveniments de ficció". The Strand Magazine "amb prou feines va sobreviure" a la consegüent precipitació de cancel·lacions de subscripcions. Hi va haver algunes històries que "homes joves de tot Londres portaven crespons negres de dol al barret o al braç durant el mes de la mort d'Holmes", encara que aquestes podrien haver estat exageracions proposades pel fill de Doyle. Armstrong continua: "Els lectors normalment acceptaven el que passava en els seus llibres preferits, i després seguien endavant. Ara començaven a prendre la seva cultura popular personalment i esperaven que les seves obres preferides s'ajustessin a certes expectatives."
La pressió dels fans finalment va persuadir a Doyle de tornar a Holmes, escrivint El gos dels Baskerville (ambientat abans de "The Final Problem") i ressuscitant-lo a "L'aventura de la casa deshabitada". Hi havia prou forats en els testimonis oculars per permetre a Doyle ressuscitar de manera plausible a Holmes; només els pocs membres supervivents lliures de l'organització de Moriarty i el germà d'Holmes Mycroft (que apareix breument en aquesta història) saben que Sherlock Holmes encara és viu, després d'haver guanyat la lluita a les cascades de Reichenbach i enviat a Moriarty a la seva perdició, tot i que gairebé es troba amb el seu a mans d'un dels secuaços de Moriarty.

## Influència i llegat

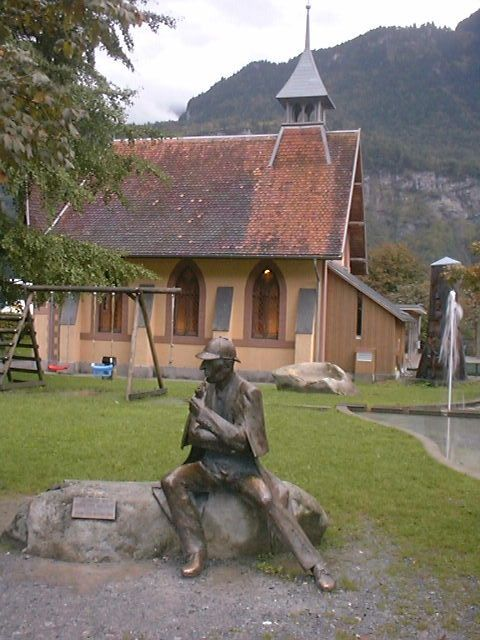
Estàtua de Holmes fora de l'església anglesa, Meiringen

Els habitants de Meiringen encara estan agraïts a Doyle i la seva creació Holmes per assegurar la fama mundial de les seves caigudes i promoure considerablement el turisme a la ciutat.
Un museu dedicat a Holmes es troba al soterrani de l'església anglesa, situat al que ara s'ha anomenat Conan Doyle Place.

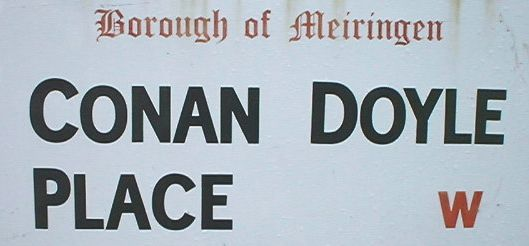
Placa de carrer d'estil londinenc a l'exterior del Museu Sherlock Holmes

A l' estació del funicular prop de les cascades, hi ha una placa commemorativa a "el detectiu més famós del món".
La cornisa real de la qual va caure Moriarty es troba a l'altre costat de les cascades. S'hi accedeix pujant pel camí fins al cim de les cascades, travessant el pont i seguint la pista que baixa pel turó. La cornisa està marcada per una placa escrita en anglès, alemany i francès. La inscripció anglesa diu "En aquest lloc temible, Sherlock Holmes va vèncer el professor Moriarty, el 4 de maig de 1891". També està marcat per una gran estrella blanca per poder ser visible des de la plataforma d'observació.
Els aficionats que es diuen "pelegrins" viatgen a Meiringen vestits de personatges, tant majors com menors, de les històries de Holmes. Allà, participen en una recreació dels esdeveniments de "The Final Problem" organitzat per la Sherlock Holmes Society de Londres.

## Adaptacions

### Cinema
"The Final Problem" va ser adaptat com a curtmetratge mut de 1923 com a part de la sèrie de pel·lícules Stoll, protagonitzada per Eille Norwood com Holmes i Hubert Willis com Watson, amb Percy Standing com Moriarty.
La pel·lícula de 1931 The Sleeping Cardinal, la primera pel·lícula de la sèrie de pel·lícules de 1931-1937 protagonitzada per Arthur Wontner com a Holmes, es basa en part en "L'aventura de la casa deshabitada" i "El problema final". L'escena de "El problema final" en què Moriarty s'enfronta a Holmes a Baker Street i intenta persuadir Holmes perquè aturi les seves investigacions s'utilitza a The Triumph of Sherlock Holmes (1935), una altra pel·lícula de la sèrie.
A la sèrie de pel·lícules de 1939-1946 protagonitzada per Basil Rathbone com Holmes i Nigel Bruce com Watson, diverses pel·lícules prenen en préstec elements de "The Final Problem". El més notable d'aquests elements són els mètodes per matar Moriarty; a The Adventures of Sherlock Holmes (1939), Sherlock Holmes and the Secret Weapon (1942) i The Woman in Green (1945),  Moriarty es veu a les tres pel·lícules caient des d'una gran alçada fins a la seva mort. The woman in green conté una variació de la conversa entre Holmes i Moriarty a Baker Street, així com la idea de Moriarty manipulant Watson enganxant una anglesa ferida que requereix tractament.
La pel·lícula de 2011 Sherlock Holmes: A Game of Shadows es basa en part en "The Final Problem". Igual que la història, acaba amb Holmes i Moriarty caient en picat a les cascades, i es mostra a Watson escrivint les frases finals de "El problema final" a la seva màquina d'escriure. No obstant això, a la pel·lícula, els personatges assisteixen a una conferència de pau europea celebrada a prop de les cascades que Moriarty pretén sabotejar, i els dos s'enfonsen des d'un balcó amb vistes a les cascades en lloc de des de la cornisa de la història original. També es mostra a Holmes caient per sobre de la vora amb Moriarty en lloc de suposar-se simplement que ha caigut, sent massa ferit per derrotar a Moriarty en una lluita directa, però sabent que Moriarty anirà darrere de Watson si viu. Si bé es demostra que Holmes ha sobreviscut, després d'haver utilitzat l'inhalador d'oxigen del seu germà per sobreviure a l'aigua del fons de les cascades, el destí de Moriarty és menys segur.

### Televisió
La sèrie de pel·lícules de televisió soviètica Les aventures de Sherlock Holmes i el Dr. Watson (1979–1986) va adaptar "The Final Problem" com "La lluita mortal " (i "L'aventura de la casa deshabitada" com "Caceu el tigre").
A la sèrie de televisió Sherlock Holmes protagonitzada per Jeremy Brett, l'episodi de 1985 basat en la història comença amb el robatori de la Mona Lisa, ideat per Moriarty per tal de vendre falsificacions preparades als col·leccionistes. Holmes recupera la pintura original just abans que Moriarty faci una venda a un "Mr. Morgan". La interferència de Holmes amb els seus plans convenç a Moriarty que el detectiu ha de ser eliminat i, posteriorment, se suposa que Holmes va morir en una caiguda per les cascades Reichenbach. Aquest va ser l'últim episodi protagonitzat per David Burke com el Dr. Watson. Burke va ser substituït per Edward Hardwicke fins al final de la sèrie, començant amb l'adaptació de "La casa deshabitada " que va ser el primer episodi de El retorn de Sherlock Holmes.
L' episodi de BraveStarr "Sherlock Holmes al segle 23" comença amb una versió revisada del clímax de "El problema final", en què només Holmes cau per les cascades Reichenbach, però en comptes de caure a la seva perdició, cau en una deformació temporal natural que el transporta a l'any 2249.
El primer episodi de la sèrie de televisió animada Sherlock Holmes al segle XXII (1999–2001) comença amb el clímax de "The Final Problem", on més tard es revela en el segon episodi que mentre Holmes va aconseguir sobreviure a la caiguda agafant una branca d'un arbre i resoldria molts més casos (més tard va ser enterrat a la seva vell cos com per ser recuperat a la seva vell el segle XXII), Moriarty havia mort i va ser enterrat pel mateix Holmes, conservat en gel en una cova gelada. Holmes, el robot Watson i la inspectora Beth Lestrade visiten més tard el lloc d'enterrament a les cascades de Reichenbach per confirmar la mort de Moriarty davant la notícia d'un semblant que va provocar una onada de crims a New London. En veure un forat al gel, Holmes suposa que el nou Moriarty és de fet un clon amb tots els records i habilitats de l'original.
El final de la sisena temporada de Monk en dues parts , "Mr. Monk is on the Run" (2008), està vagament inspirat tant en "The Final Problem com en "The Empty House". Se suposa que Adrian Monk és afusellat sobre un moll després de ser acusat d'assassinat, només per estar viu a la segona part. Es revela que l'orquestrador és Dale "the Whale", descrit com "el món de les finances" Khan, Biner descrit com "el món de les finances". Moriarty com "el Napoleó del Crim".
El tercer episodi de la primera temporada de Sherlock de la BBC , titulat "The Great Game" mostra una variació de la part on Moriarty s'enfronta a Holmes a Baker Street a la història. La història també és la base de l'episodi "The Reichenbach Fall" (Temporada 2, Episodi 3), que es va emetre per primera vegada el 15 de gener de 2012 i mostra Holmes caient del terrat de l'Hospital St Bartholomew de Londres, suposadament conduint a la seva mort. Durant un enfrontament entre Sherlock i Jim Moriarty a Baker Street, Moriarty pronuncia repetidament la frase "el problema final". L'episodi especial de Sherlock , " The Abominable Bride ", que es va emetre l'1 de gener de 2016, va incloure una recreació de l'enfrontament entre Sherlock i Moriarty ambientat a l'època victoriana, tal com es mostra al llibre. El final de la sèrie del 2017 de Sherlock rep el nom d'aquesta història, però no s'assembla gens o poc al cànon.
El final de la sèrie del 2012 del drama mèdic nord-americà House, MD —que es va inspirar en les històries de Sherlock Holmes— veu com el doctor Gregory House simula la seva pròpia mort, en una oda a "El problema final".
La sèrie de televisió russa de 2013 Sherlock Holmes va adaptar "The Final Problem" com "El darrer cas de Holmes ".
La sèrie d'HBO Asia/Hulu Japan del 2018, Miss Sherlock, adapta aquesta història per al final de la seva sèrie "The Dock". En aquesta versió, la famosa escena de les cascades de Reichenbach és substituïda per una escena anàloga ambientada en un "Edifici Reichenbach" de ficció a Tòquio.
El penúltim episodi del 2019 (Temporada 7, Episodi 12) de l'adaptació de la CBS de Sherlock Holmes, Elementary, es titulava "Reichenbach Falls", i va retratar l'enginy de Sherlock per enderrocar un poderós multimilionari assassí en sèrie, Odin Reichenbach. Holmes finge la seva mort en un pont, la qual cosa posa a Odin Reichenbach sota investigació per l'assassinat de Sherlock Holmes i, per tant, exposa els crims passats de Reichenbach.
La sèrie de televisió índia del 2024 Shekhar Home, que torna a fer l'adaptació de Sherlock de la BBC en el seu darrer episodi, també adapta el clímax de la història on el personatge titular Shekhar cau pel pont Howrah amb Jaimini Maurya (James Moriarty).

### Ràdio
"The Final Problem" va ser adaptat de manera senzilla per a diversos episodis de la sèrie de ràdio nord-americana  The Adventures of Sherlock Holmes protagonitzada per Richard Gordon com Sherlock Holmes i Leigh Lovell com el Dr. Watson, incloent episodis titulats "Murder in the Waxworks" (març de 1932), "The Adventure of the Ace of Spades " (maig de 1932), "Murder by Proxy" (gener 1933).
La història va ser posteriorment adaptada per a la ràdio per John Kier Cross; es va emetre al BBC Light Program el desembre de 1954 i va protagonitzar John Gielgud com Holmes i Ralph Richardson com el Dr. Watson, amb Orson Welles com el professor Moriarty. La producció també es va emetre a la ràdio NBC el 17 d'abril de 1955.
Felix Felton va adaptar la història com una adaptació de ràdio que es va emetre a la BBC Home Service el març de 1955 com a part de la sèrie de ràdio 1952-1969 protagonitzada per Carleton Hobbs com Holmes i Norman Shelley com Watson, amb Ralph Truman com Moriarty. [ 22 ] Una altra dramatització de la història adaptada per Felton es va emetre a la BBC Home Service el novembre de 1957, protagonitzada de nou per Hobbs i Shelley, amb Felton interpretant Moriarty. Hobbs i Shelley també van interpretar a Holmes i Watson en una adaptació de la història pel BBC Light Programme de 1967 que va ser adaptada per Michael Hardwick.
"The Final Problem" va ser dramatitzat per a BBC Radio 4 l'any 1992 per Bert Coules com a part de la sèrie de ràdio 1989–1998 protagonitzada per Clive Merrison com Holmes i Michael Williams com Watson. Va comptar amb Michael Pennington com el professor Moriarty, Frederick Treves com el coronel Moran, Sean Arnold com l'inspector Patterson, Terence Edmond com Steiler, Richard Pearce com Jenkinson i Norman Jones com Sir George.
Un episodi de The Classic Adventures of Sherlock Holmes, una sèrie del programa de ràdio nord-americà Imagination Theatre, va combinar "The Final Problem" amb els esdeveniments de "The Empty House". L'episodi, titulat "El retorn de Sherlock Holmes", es va emetre el 2009 i va protagonitzar John Patrick Lowrie com Holmes i Lawrence Albert com Watson.

### Altres mitjans
L'obra de teatre Sherlock Holmes de William Gillette de 1899 es basa en diverses històries, entre elles "El problema final". Les pel·lícules estrenades el 1916 (protagonitzada per Gillette com Holmes) i de 1922 (protagonitzada per John Barrymore), ambdues titulades "Sherlock Holmes", i una adaptació de ràdio de Mercury Theatre on the Air de 1938 titulada "The Immortal Sherlock Holmes", protagonitzada per Orson Welles com Holmes, es van basar en l'obra. Tanmateix, en cap d'aquests relats no mor Holmes (i, de fet, en les dues versions cinematogràfiques amb què es casa).
El 1975, DC Comics va publicar Sherlock Holmes #1, un còmic que va adaptar tant "The Final Problem" com "The Adventure of the Empty House". Es pretenia que fos una sèrie en curs, però els números futurs es van cancel·lar a causa de les baixes vendes.
La sèrie de còmics de 1999 The League of Extraordinary Gentlemen, Volume One d'Alan Moore i Kevin O'Neill adapta breument "The Final Problem" al número 5 i mostra a Holmes triomfant sobre Moriarty i escalant el penya-segat, tot i que Moriarty també sobreviu. L'adaptació cinematogràfica fa referència a aquests esdeveniments, però no els mostra; la novel·lització copia quasi textualment l'esdeveniment de la novel·la gràfica.
Un arc de la sèrie de manga japonesa Moriarty the Patriot, una sèrie que inclou un jove Moriarty com a consultor de crims, rep el nom de la traducció japonesa del títol de la història. Els dos últims episodis, "The Final Problem Act 1" i "The Final Problem Act 2", presenten Sherlock i William (Moriarty) caient del Tower Bridge al riu Tàmesi, tot i que es va revelar que tots dos estan vius i a Suïssa.